# Hamaguchi Osachi

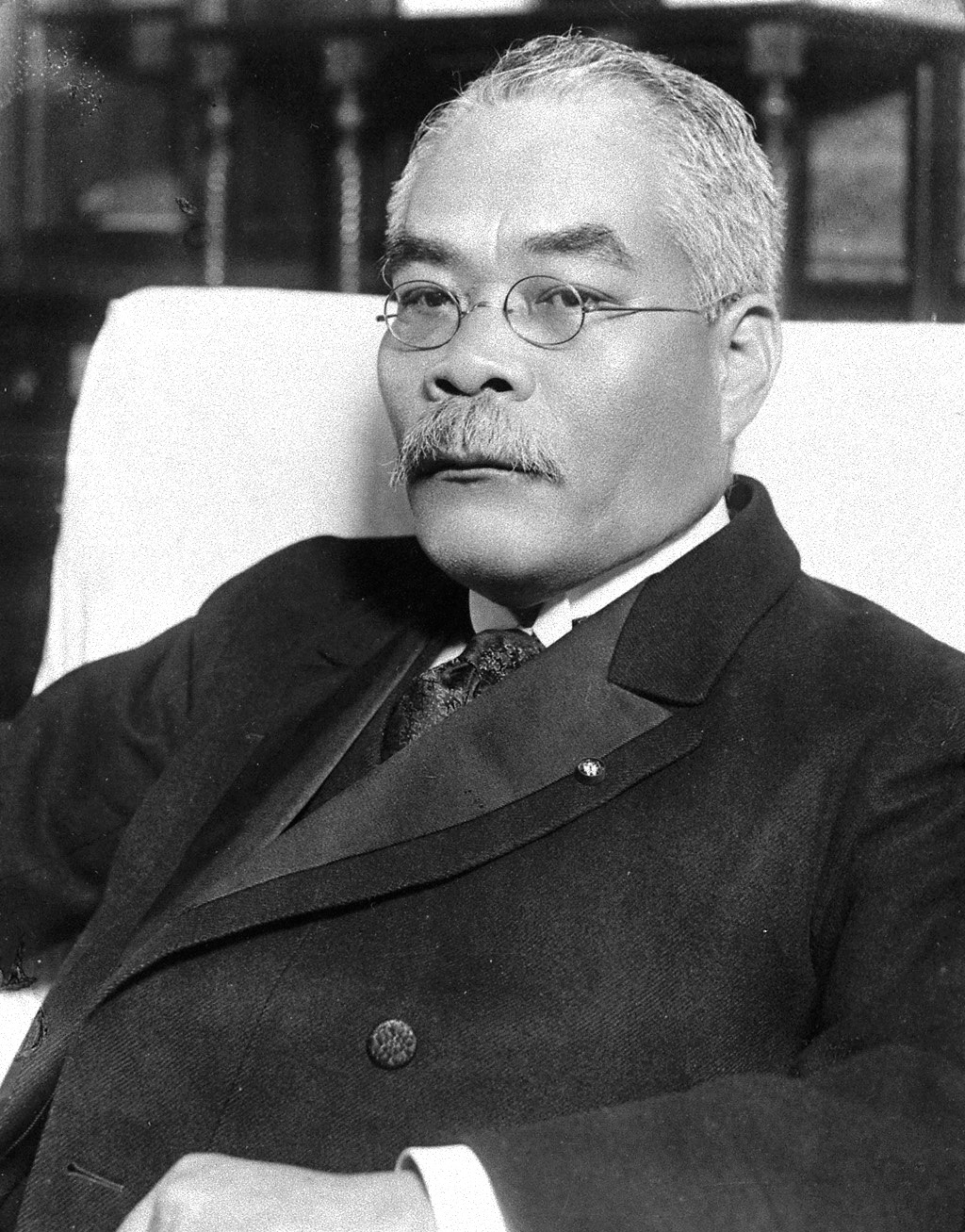
Osachi Hamaguchi

Hamaguchi Osachi (japanisch 濱口 雄幸, bzw. in respektvoller Lesung Hamaguchi Yūkō; * 1. Mai 1870 in Kōchi, Provinz Tosa (heute: Präfektur Kōchi); † 26. August 1931 in Tokio) war ein japanischer Politiker und 27. Premierminister Japans.

## Leben

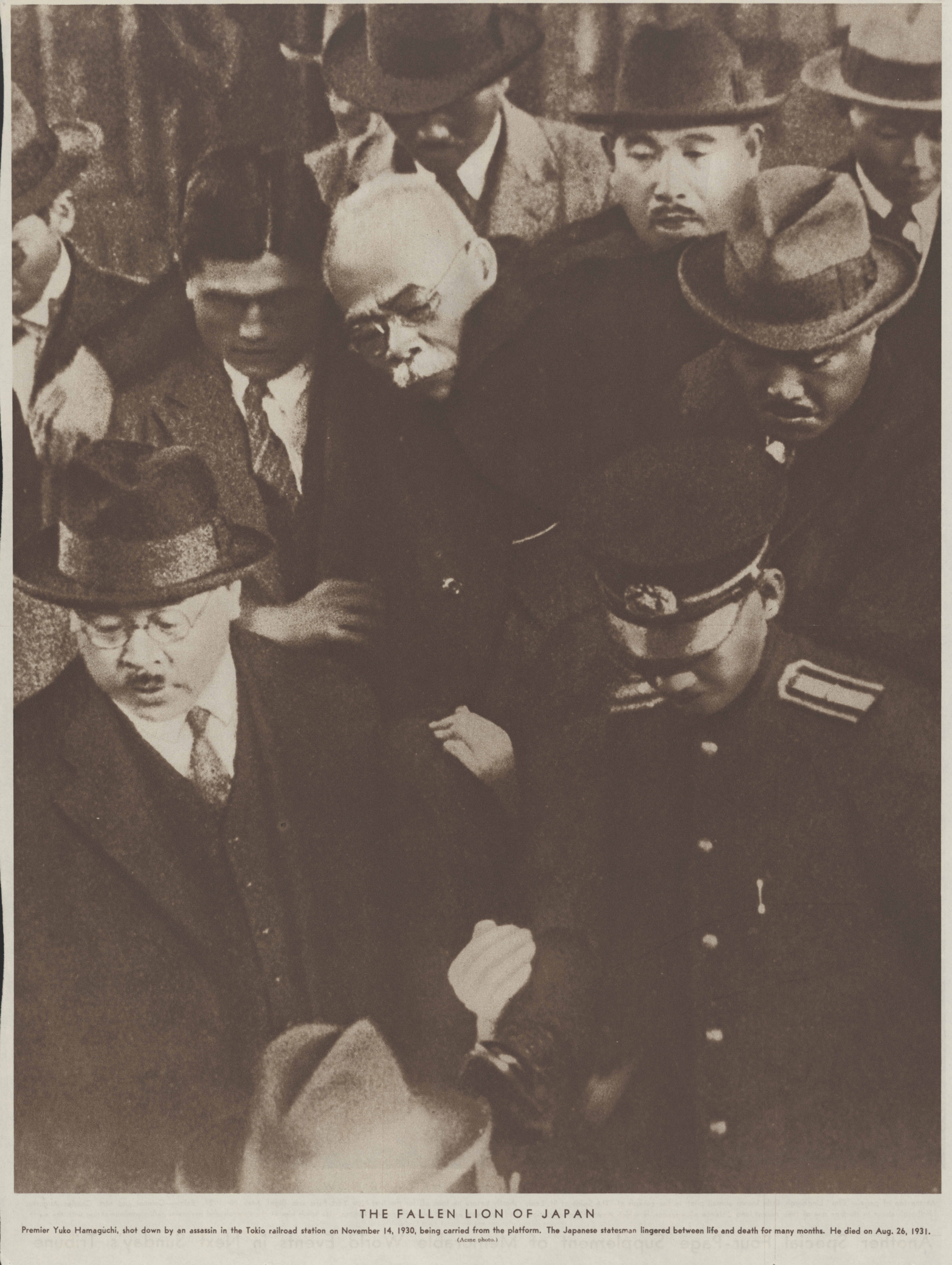
Attentat auf Hamaguchi Osachi im Bahnhof Tokio, 14. November 1930

Hamaguchi trat zunächst 1895 in den Dienst des Finanzministeriums, in dem seine Befähigung rasch auffiel. Im dritten Kabinett von Katsura Tarō war er zwischen Dezember 1912 und Februar 1913 Staatssekretär (jikan) für Kommunikation und dann in der Regierung von Ōkuma Shigenobu von April 1914 bis Oktober 1916 Staatssekretär für Finanzen.
1915 wurde er im Wahlkreis Kōchi-Stadt als Kandidat des Rikken Dōshikai zum Mitglied des Shūgiin, des Unterhauses, gewählt. Er nahm bald führende Positionen innerhalb der Kenseikai ein. Von Juni 1924 bis Juni 1925 war er Finanzminister und danach für einige Zeit Innenminister. 1927 wurde er Gründungsvorsitzender der Rikken Minseitō. Am 2. Juli 1929 wurde er als Nachfolger von Tanaka Giichi schließlich selbst Premierminister.

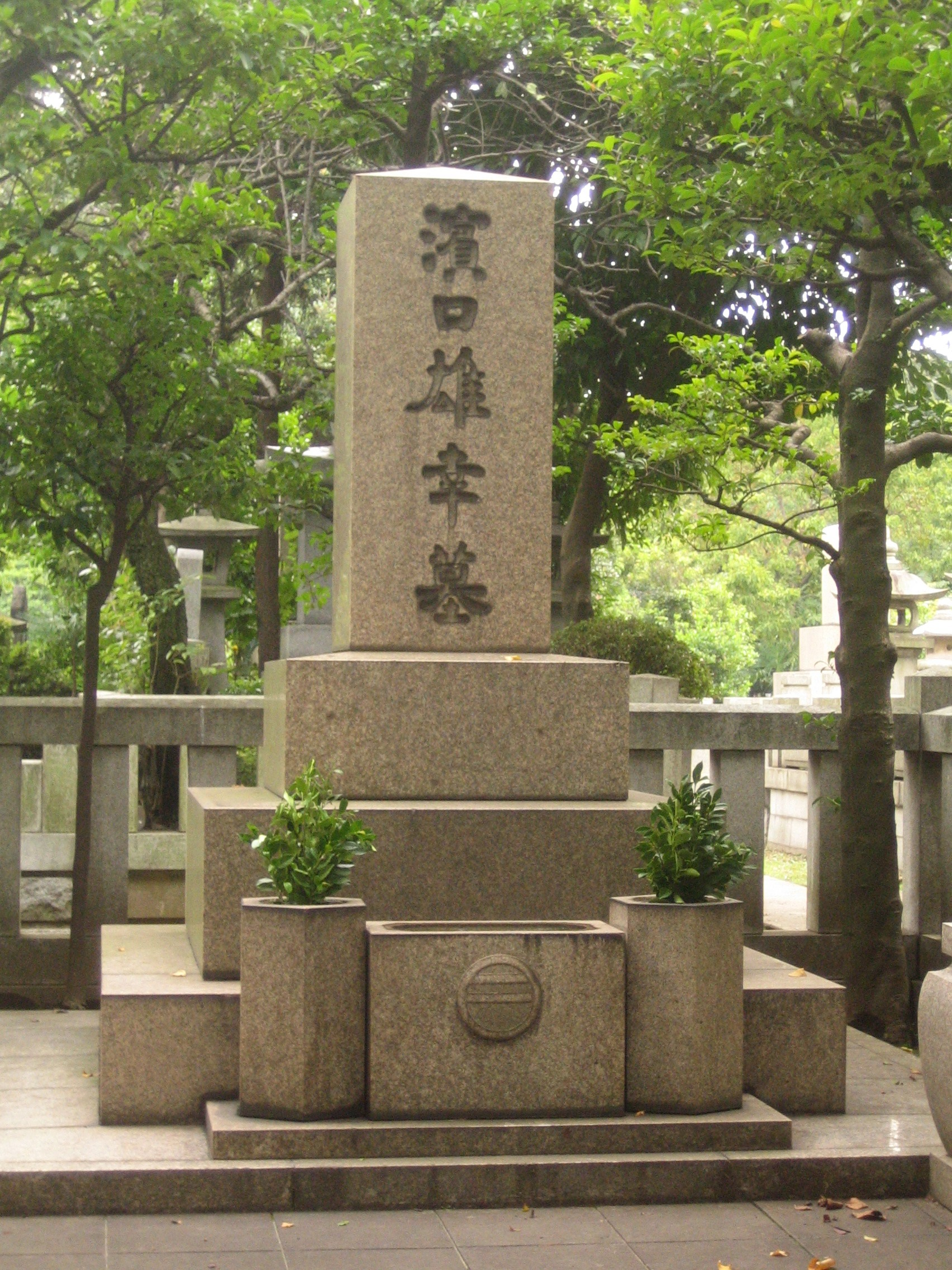
Osachis Grab auf dem Friedhof Aoyama in Tokio

Als Premierminister führte er zu Beginn des Jahres 1930 eine Währungsreform durch, in der er den Yen wieder an den Goldstandard koppelte. Die Shūgiin-Wahl im Februar 1930 gewann seine Partei in einem der saubersten Wahlkämpfe der japanischen Geschichte und übertraf das lange dominierende Rikken Seiyūkai an Mandaten. Der Tennō beließ ihn als Premierminister im Amt. Allerdings hinterließ die Weltwirtschaftskrise auch in Japan Spuren, so dass seine Politik rasch unpopulär wurde. Zur Bekämpfung der wachsenden Inflation förderte er die Technisierung und Rationalisierung der Industrie. Die Folgen der Weltwirtschaftskrise führten jedoch zu einer stärkeren Deflation in der Wirtschaft als er beabsichtigt hatte und seine Maßnahmen führten zu einer großen sozialen Unruhe. Außerdem stieß seine Absicht der Reduzierung der Gehälter im öffentlichen Dienst auf starken Widerstand. Letztlich führten seine Versuche, die Militärführung zugunsten einer zivilen Führung zu reduzieren, zum Widerstand bei der politischen Rechten (Uyoku). Letztlich wurde besonders sein Akzeptieren der Bestimmungen der Londoner Flottenkonferenz 1930, die eine Reduzierung bzw. Festlegung der Höchstgrenze der Flotte vorsah, zu besonderer Ablehnung.
Am 14. November 1930 verübte ein jugendlicher Rechtsradikaler im Bahnhof Tokios ein Attentat auf ihn, das er mit Hilfe des herbeigerufenen Chirurgen Shioda Hiroshige überlebte. Im März 1931 versuchte das Militär unter Oberstleutnant Hashimoto Kingorō und Hauptmann Chō Isamu von der Geheimorganisation Sakurakai (Kirschblütengesellschaft) erfolglos ihn durch einen Putsch abzusetzen.
Im Februar 1931 unterstützte Hamaguchi einen Gesetzentwurf für das Frauenwahlrecht auf Kommunalebene, nachdem weitergehende Pläne am Widerstand führender Politiker beider großer Parteien gescheitert waren. Das Gesetz passierte das Shūgiin, scheiterte aber im Kizokuin, dem Herrenhaus. Im April 1931 erlitt er jedoch einen gesundheitlichen Rückfall, der ihn am 14. April 1931 zum Rücktritt vom Amt des Premierministers zwang. Sein Nachfolger als Parteivorsitzender der Minseitō und als Premierminister wurde Wakatsuki Reijirō.